# Distretto municipale di Sunyani
Il distretto municipale di Sunyani  (ufficialmente Sunyani Municipal District, in inglese) è un distretto della regione di Bono del Ghana.